# 斜陽
『斜陽』（しゃよう）は、太宰治の中編小説。
敗戦後の没落貴族の母と姉弟、デカダン作家らの生き様を描いた、太宰文学最高のロマン。真の革命のためにはもっと美しい滅亡が必要だという決意から書かれた。
『新潮』1947年7月号から10月号まで4回にわたって連載された。同年12月15日、新潮社より刊行された。定価は70円だった。初版発行部数は1万部。すぐさま2版5,000部、3版5,000部、4版1万部と版を重ねベストセラーとなった。
太宰の代表作の一つで、作中で描いた、没落していく上流階級の人々を指す「斜陽族」という流行語を生みだした。斜陽という言葉にも、国語辞典に「没落」という意味が加えられるほどの影響力があった。太宰治の生家である記念館は、本書の名をとって「斜陽館」と名付けられた。

## 執筆の時期・背景

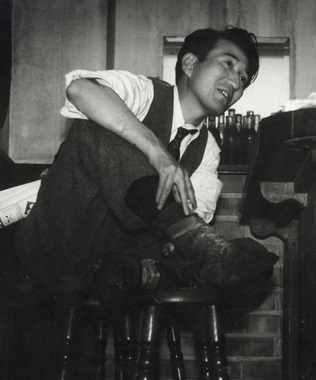
『斜陽』発表前年（1946年）に撮られた太宰治

太平洋戦争下、太宰は妻子を連れて、津軽（青森県金木町）にある生家の津島家に疎開し、終戦を迎えた。GHQによる日本の戦後改革の一環として農地改革が発表され、大地主だった津島家も人や物の出入りが減り、がらんとした様子を見た太宰は「『桜の園』だ。『桜の園』そのままではないか。」と繰り返し言っていた。太宰は長兄である津島文治の書棚からアントン・チェーホフの戯曲集を借りて読み、生家を帝政ロシアの没落貴族になぞらえていた。
1946年（昭和21年）11月14日、太宰は疎開先からようやく東京に戻る。翌日の11月15日、新潮社出版部の野原一夫が長編小説執筆依頼のため太宰宅を訪問。11月20日、太宰は新潮社を訪れ、河盛好蔵、野原一夫、『新潮』編集長の斎藤十一らと神楽坂の店で酒盃を傾ける。野原の弁によれば太宰はその席で「『桜の園』の日本版を書きたい、自分の実家の津島家をモデルにして没落する旧家の悲劇を書きたい、題名は『斜陽』だ」と述べ、本作品の『新潮』への連載と、新潮社からの刊行を確約したという。
1947年（昭和22年）1月6日、かず子のモデルとなった太田静子が三鷹にあった太宰の仕事部屋を訪問。太宰は静子に日記を見たいと伝える。2月21日、一人暮らししていた静子を神奈川県下曽我村（現：小田原市）の雄山荘に訪ねる。この訪問は静子の日記を借り受けることが主目的だったと言われている。2月26日、雄山荘を発ち、静岡県内浦村（現：沼津市）の安田屋旅館に止宿し、執筆を始めた。
雑誌掲載4回分のうち2回までを4月頃までに脱稿。5月24日、静子は実弟を連れて三鷹を訪問し、太宰の子を受胎したことを告げる。6月末、本作品を脱稿した。
執筆中に静子が太宰の子を妊娠（生まれた女児が作家・太田治子である）したこともあり、終盤の展開がいささかチェーホフの『桜の園』から外れ、太宰・静子が実際辿った経緯が反映された感もある。また、主要登場人物四人の設定はいずれも年代別の太宰自身の投影（初期＝直治、中期＝かず子と母、末期＝上原）が色濃い。
作中に登場する貴族の娘の言葉遣いが「実際の貴族の女性の言葉遣いからかけ離れている」と、学習院出身の志賀直哉や三島由紀夫などが指摘している。
「愛人」という言葉が、戦前はほぼ「恋人」と同義で使われていたのに対し、戦後は「不倫相手」等のネガティブな意味合いで使われるようになったのは、本作が端緒であるとの研究がある。
本書は、太宰が当時交際していた太田静子の日記を参考にし、箇所によってはほとんどそのまま書き写されたものであることが、娘・太田治子によって明かされた。
新潮社の会長だった佐藤俊夫の遺品から生原稿が2017年に発見され、日本近代文学館に寄贈された。

## あらすじ
昭和20年（1945年）。華族制度廃止により没落貴族となったうえ、当主であった父を失ったかず子とその母は、生活が苦しくなったため、東京・西片町の屋敷を売却し伊豆の山荘で暮らすこととなる。一方、南国の戦地に赴いたまま行方不明になっていた弟の直治（戦地では麻薬中毒になっていた）が帰ってくるが、家の金を持ち出し、京橋の小説家・上原二郎のもとで荒れはてた生活を送る。
しかし、「夕顔日記」と書き記され、麻薬中毒やデカダンとその理由のみならず、世間の偽善を告発する母の「札のついていない不良が、怖いんです。」という言葉に触発され、再度上原に宛てた手紙には「世間でよいと言われ、尊敬されている人たちは、みな嘘つきで、偽物なのを」「札つきの不良だけが、私の味方」であり、それを非難せんとする世間に「お前たちは、札のついていないもっと危険な不良じゃないか」反論する意思を記す。
直治を介したかず子と上原との運命的出会いや交際、生活が苦しくかつ自身の健康がすぐれなくなってもかず子らを暖かく見守ってくれた、そして、戦後の新聞に出された陛下のお写真について「陛下もこんど解放された」ため老けた様子はなくとも「泣きたくても、もう、涙が出なくなったのよ」と語った「最後の貴族」たる母のもと日々は穏やかに流れていた。
しかし、やがて母が結核に斃れ、看護婦たちとたった二人の肉親に見守られ、ピエタのマリアに似た顔つきで亡くなり、無頼な生活や画家の本妻への許されぬ愛に苦悩していた直治も、母の後を追うように自殺。
残した遺書に、直治は自らの弱さと貴族階級出身に由縁する苦悩を告白するが、「人間は、みな、同じものだ。」と言う言葉に「なんという卑屈な言葉であろう。人をいやしめると同時に、みずからをもいやしめ、何のプライドもなく、あらゆる努力を放棄せしめるような言葉。マルキシズムは、働く者の優位を主張する。同じものだ、などとは言わぬ。民主主義は、個人の尊厳を主張する。同じものだ、などとは言わぬ。」と抗議する。直治の死と前後して、かず子は上原の子を妊娠したこと、それを知ってか知らずか、上原が自分から離れていこうとしていることに気付く。
かず子は「（不倫の子を生んだ）シングルマザー」として、マルクス主義に傾倒するローザ・ルクセンブルクや、新約聖書中の「平和にあらず、反って剣を投ぜん為に来れり」と説くイエスのさながらの革命精神をもって、動乱やまぬ戦後社会に腹の中の（やがて生まれてくるであろう）子と強く生きていく決意を上原宛の書簡にしたため、上原をM.C.　マイ コメデアンとニックネームを付けた。

## 登場人物
（年齢は数え歳）
かず子（私）
29歳。元華族令嬢。
かず子の母
元華族夫人。爵位を持つ夫を亡くし離婚したかず子の面倒をみる。娘のかず子や直治からは、「最後の本物の貴族」だと思われている。
直治
かず子の弟。
上原二郎
小説家。直治が憧憬を抱いている。

## 派生作品

### テレビドラマ
- 『斜陽』（1962年、TBSテレビ、出演：丹阿弥谷津子）
- 銀河テレビ小説 ドラマでつづる昭和シリーズ『斜陽』（1975年、NHK、出演：八千草薫、水谷八重子、神山繁、山本圭）
- 日本名作ドラマ『斜陽』（1993年、テレビ東京、出演：紺野美沙子、司葉子、鶴見辰吾、根津甚八、平幹二朗）
- 文學ト云フ事『斜陽』（1994年、フジテレビ、出演：緒川たまき、小木茂光、大川栄子、浅見真公人）

### 映画

#### 2009年版
『斜陽』
- 監督：秋原正俊
- 脚本：落合雪恵
- 配給：カエルカフェ
- 上映時間：80分
- 公開日：2009年5月9日

出演
- かず子：佐藤江梨子
- 上原二郎：温水洋一
- かず子の母：高橋ひとみ
- 直治：伊藤陽佑
- 三宅医師：真砂皓太
- 和田：小倉一郎
- 上原の妻：凜華せら
- 米屋の娘：有末麻祐子
- 近隣の住民：今村祈履
- 旧家の女中：駒井亜由美
- ちどりのママ：初嶺麿代

#### 2022年版
『鳩のごとく 蛇のごとく 斜陽』
- 監督：近藤明男[12]
- 公開日：2022年11月4日[13]

出演
- 島崎かず子：宮本茉由[12]
- 上原二郎：安藤政信[12]
- 島崎直治：奥野壮[14]
- 島崎都貴子：水野真紀[15]
- 和田の叔父：田中健[15]
- シチュー屋主人：細川直美[15]
- 上原スガ子：白須慶子[15]
- 茂吉：三上寛[15]
- 巡査部長・二宮：柏原収史[15]
- 千鳥の女将：萬田久子[15]
- 画家・福井：春風亭昇太[15]
- 三宅医師：柄本明[15]

### 朗読
- NHKラジオ第二放送『太宰治作品集』全25回（2003年4月～5月）、朗読：奈良岡朋子
- 季節と朗読（2024年11月20日、21日）、朗読:藤原季節

### 音楽
- Mr.Children「斜陽」- アルバム『REFLECTION』に収録。ドキュメンタリー映画『Mr.Children REFLECTION』でこの小説が由来であることをボーカルの桜井和寿が語っている。
- BURNOUT SYNDROMES「斜陽」- アルバム『孔雀』に収録。この小説が由来で、歌詞もリンクしている。
- ヨルシカ「斜陽」